# ウィリアム・ハーバート (初代ペンブルック伯爵・1469年没)
初代ペンブルック伯爵ウィリアム・ハーバート（英: William Herbert, 1st Earl of Pembroke KG、1423年ごろ - 1469年7月27日）は、ウェールズの貴族、軍人、政治家、廷臣。ブラック・ウィリアム（ウィリアム黒伯）と呼ばれた。

## 生涯
ラグラン城を創建したウィリアム・アプ・トマスとその妻グラディス・ヴェルフ・ダヴィズ・ガム（イングランド王ヘンリー5世の支持者ダフィド・ガムの孫娘）の息子に生まれた。
父ウィリアムはヨーク公リチャードと同盟を結び、ウィリアムも薔薇戦争でヨーク家を支持した。
1461年、タウトンの戦いでヨーク家が決定的な勝利を収めた後、褒賞として同年7月、ラグランのハーバート男爵に叙された。この頃のウィリアムは国王エドワード4世から寵愛を受けており、翌年にはガーター騎士にも選ばれたほか、1463年や1465年には貴族領から独立した領地クリックハウエルやトレタワー、ラグランを与えられるなど権勢を誇った。
1469年にはジャスパー・テューダーに代わってペンブルック伯爵へと位階を進めた。同時にペンブルック城の支配権を獲得したほか、王位継承権者ヘンリー・テューダーの後見人となった。
しかし同年、「キングメーカー」こと第16代ウォリック伯爵リチャード・ネヴィルが国王に反乱を起こした際、ウィリアムはウォリック伯と袂を分かつこととなる。（ウォリック伯とクラレンス公はウィリアムを「邪悪な顧問」の1人として非難した。）ウィリアムと弟リチャードは、ウォリック伯の反乱（エッジコート・ムーアの戦い）に敗れて、ノーサンプトンで処刑された。
ウィリアムの死後、同名の息子ウィリアムが爵位を継いだ。彼の代（1479年）には、国王からペンブルック伯爵位の返還を求められる（かわりにハンティンドン伯爵を与えられる）など、ハーバート家は次第に凋落していった。なお後に、ウィリアムの庶子の孫ウィリアム・ハーバートがペンブルック伯爵に叙されて爵位再興を果たした。

## 結婚と子女
ウィリアムはアイルランド大法官ウォルター・デヴァルーの娘アンと結婚し、以下の子女をもうけた。
- ウィリアム（1451年 - 1491年） - 第2代ペンブルック伯
- ウォルター（1452年頃 - 1507年） - 第2代バッキンガム公ヘンリー・スタッフォードの娘アンと結婚
- ジョージ
- セシリー
- モード（1448年 - 1485年/1495年7月27日） - 第4代ノーサンバランド伯ヘンリー・パーシーと結婚
- キャサリン（1506年没） - 第2代ケント伯ジョージ・グレイと結婚
- アン - 初代ポーイスのグレイ男爵・第9代ポーイス領主ジョン・グレイと結婚
- イザベル - サー・トマス・コークシーと結婚
- マーガレット - 第2代ライル子爵トマス・タルボットと結婚、サー・ヘンリー・ボドゥルガンと再婚

ウィリアムには3人の庶子がいた。
- サー・リチャード・ハーバート・オブ・エウィアス（1510年没） - 初代ペンブルック伯ウィリアム・ハーバートの父。おそらく母はアダム・アプ・ハウエル・グラント（グウィン）の娘モードである。
- サー・ジョージ・ハーバート - 母はフロンド・ヴェルフ・ホイスギン。シビル・クロフトと結婚[4]。
- サー・ウィリアム・ハーバート・オブ・トロイ - 母はフロンド・ヴェルフ・ホイスギン。2度目にブランシュ・ホイットニー（旧姓ミルボーン）と結婚し、2人の息子が生まれた[5]。